# Stare Babice (gemeente)
De gemeente Stare Babice is een landgemeente in het Poolse woiwodschap Mazovië, in powiat Warszawski zachodni.
De zetel van de gemeente is in Stare Babice.
Op 30 juni 2004 telde de gemeente 14 743 inwoners.

## Oppervlakte gegevens
In 2002 bedroeg de totale oppervlakte van gemeente Stare Babice 63,49 km², waarvan:
- agrarisch gebied: 58%
- bossen: 14%

De gemeente beslaat 11,91% van de totale oppervlakte van de powiat.

## Demografie
Stand op 30 juni 2004:
| Omschrijving                   | Totaal | Totaal | Vrouwen | Vrouwen | Mannen | Mannen |
| ------------------------------ | ------ | ------ | ------- | ------- | ------ | ------ |
| eenheid                        | aantal | %      | aantal  | %       | aantal | %      |
| inwoners                       | 14 743 | 100    | 7531    | 51,1    | 7212   | 48,9   |
| bevolkingsdichtheid (inw./km²) | 232,2  | 232,2  | 118,6   | 118,6   | 113,6  | 113,6  |

In 2002 bedroeg het gemiddelde inkomen per inwoner 1810,76 zł.

## Plaatsen

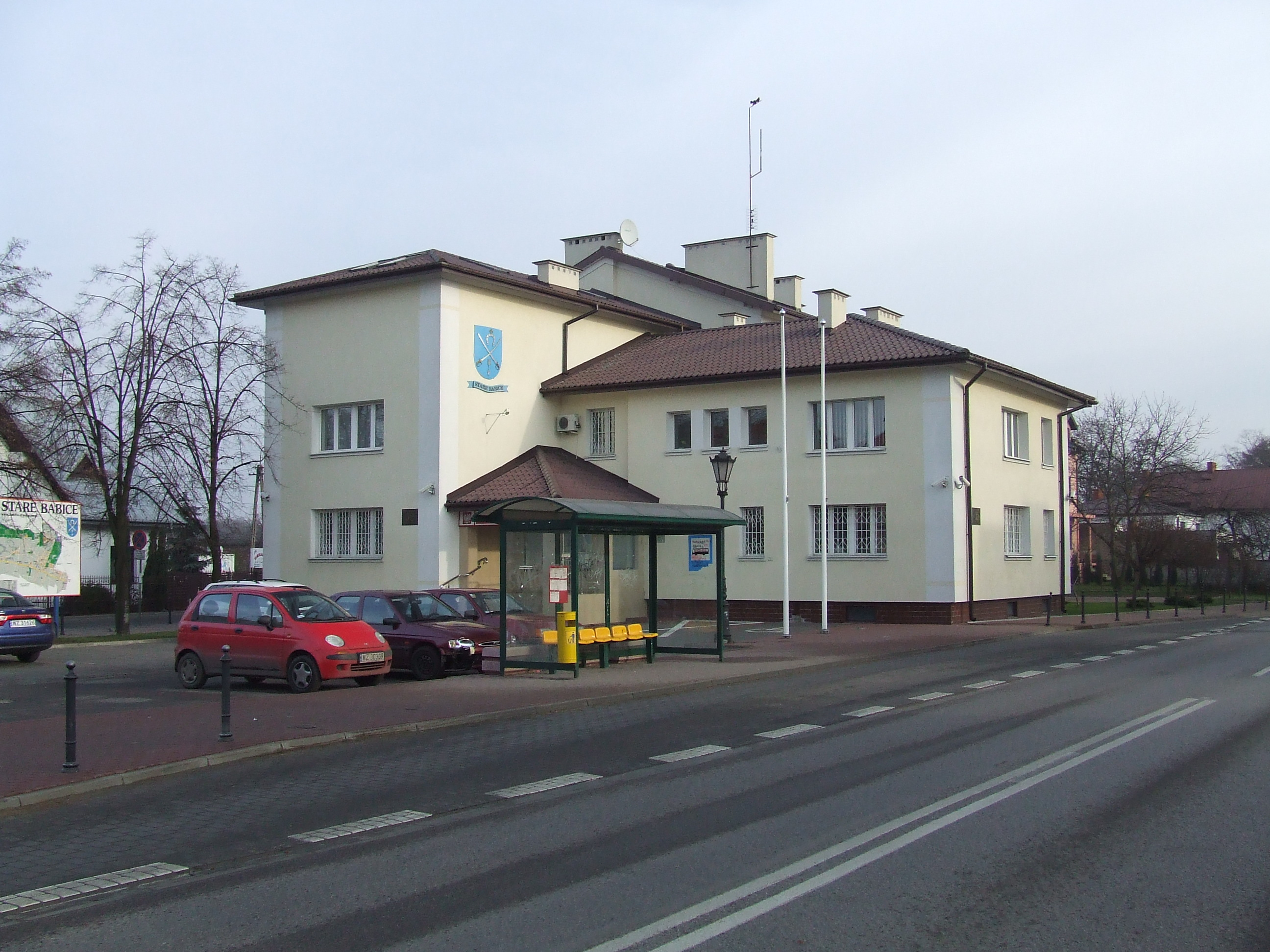
Urząd gminy Stare Babice

Sołectwa: Babice Nowe, Blizne Jasińskiego, Blizne Łaszczyńskiego, Borzęcin Duży, Borzęcin Mały, Buda, Janów, Koczargi Stare, Koczargi Nowe, Klaudyn, Kwirynów, Latchorzew, Lipków, Lubiczów, Mariew, Stanisławów, Topolin, Wierzbin, Wojcieszyn, Zalesie, Zielonki-Wieś, Zielonki-Parcela, Stare Babice.
Overige plaatsen: Borki, Borzęcin, Górki, Góry Klaudyńskie, Kosmów, Leśny Zaborów, Wodnisko, Zielonki.

## Aangrenzende gemeenten
Izabelin, Leszno, Ożarów Mazowiecki, m.st. Warszawa